# اقلیم کردستان عراق
اقلیم کردستان (به کردی: هه‌رێمی کوردستان/Herêma Kurdistanê)، یک منطقهٔ خودمختار در بخش شمالی کشور عراق است. اقلیم کردستان از شرق با ایران از شمال با ترکیه و از غرب با سوریه هم‌مرز است. پایتخت آن اربیل (به کردی: هه‌ولێر) است.
در حال حاضر نچیروان بارزانی، رئیس اقلیم کردستان عراق است.
در منطقهٔ کردستان عراق علاوه بر کُردها که ساکنان اصلی و اکثریت جمعیت هستند، آشوری‌ها، ترکمان‌ها، عرب‌ها و ارمنی‌ها نیز زندگی می‌کنند. اکثریت مردم کردستان، مسلمان سنی‌مذهب هستند و سایر مردم، مسیحی، یهودی، زرتشتی، مندائی، یارسان و شیعه هستند.
در زمان عراق بعثی، آن حکومت تصمیم گرفت منطقه‌ای حائل در مرزهای شمالی خود با ایران ایجاد کند و برای این منظور از سال ۱۹۶۳ تا پایان جنگ ایران و عراق در سال ۱۹۸۸ در حدود چهار هزار روستای کردنشین را در این منطقه ویران کرد. ساکنان این مناطق و به‌طور کل حدود ۲۵ درصد از جمعیت کردنشین عراق به اجبار به نقاط دیگر عراق تبعید شدند و در این روند ۳۰۰ هزار کرد نیز جان خود را از دست دادند. فاجعه انفال یکی از بدترین بحران‌های جنگ ایران و عراق و یکی از بدترین نسل‌کشی‌ها در سده بیستم میلادی است. حمله شیمیایی به حلبچه نیز یکی از عملیات‌های این فاجعه بود.
اقلیم کردستان عراق از سال ۱۹۹۱ تاکنون به عنوان منطقه‌ای خودمختار در کشور عراق، شناخته می‌شود.

## فهرست استان‌های کردستان عراق
چهار استان از ۱۹ استان عراق، کردنشین هستند. از سال‌های قبل بر سر مناطق زیادی در مجاورت این چهار استان در مورد مرزهای استانی، شهرها و برخی استان‌ها بین کردها و دولت عراق اختلاف وجود دارد به گونه‌ای که مساحت کردستان عراق در منابع مختلف از ۴۰ تا ۸۰ هزار کیلومتر مربع ذکر شده است.
| ردیف | نام استان      | مرکز     | نام کردی        | وسعت (کیلومتر مربع)               | جمعیت (۲۰۲۱)               |
| ---- | -------------- | -------- | --------------- | --------------------------------- | -------------------------- |
| ۱    | استان اربیل    | اربیل    | هه‌ولێر          | ۱۵٬۰۷۴                            | ۳٬۱۰۸٬۶۸۱                  |
| ۲    | استان سلیمانیه | سلیمانیه | سلێمانی         | ۲۰٬۱۴۳                            | ۳٬۶۷۹٬۳۰۸                  |
| ۳    | استان دهوک     | دهوک     | دهۆک            | ۱۰٬۹۵۶                            | ۱٬۶۴۸٬۶۱۱                  |
| ۴    | استان حلبچه    | حلبچه    | هه‌ڵه‌بجه         | ۸۸۹                               | ۳۳۷٬۵۹۹                    |
| کل   | کردستان عراق   | اربیل    | هه‌رێمی کوردستان | ۴۰ تا ۸۰ هزار (مناطق مورد اختلاف) | ۸٬۷۰۰٬۰۰۰ تا ۱۰ میلیون نفر |

## جغرافیا

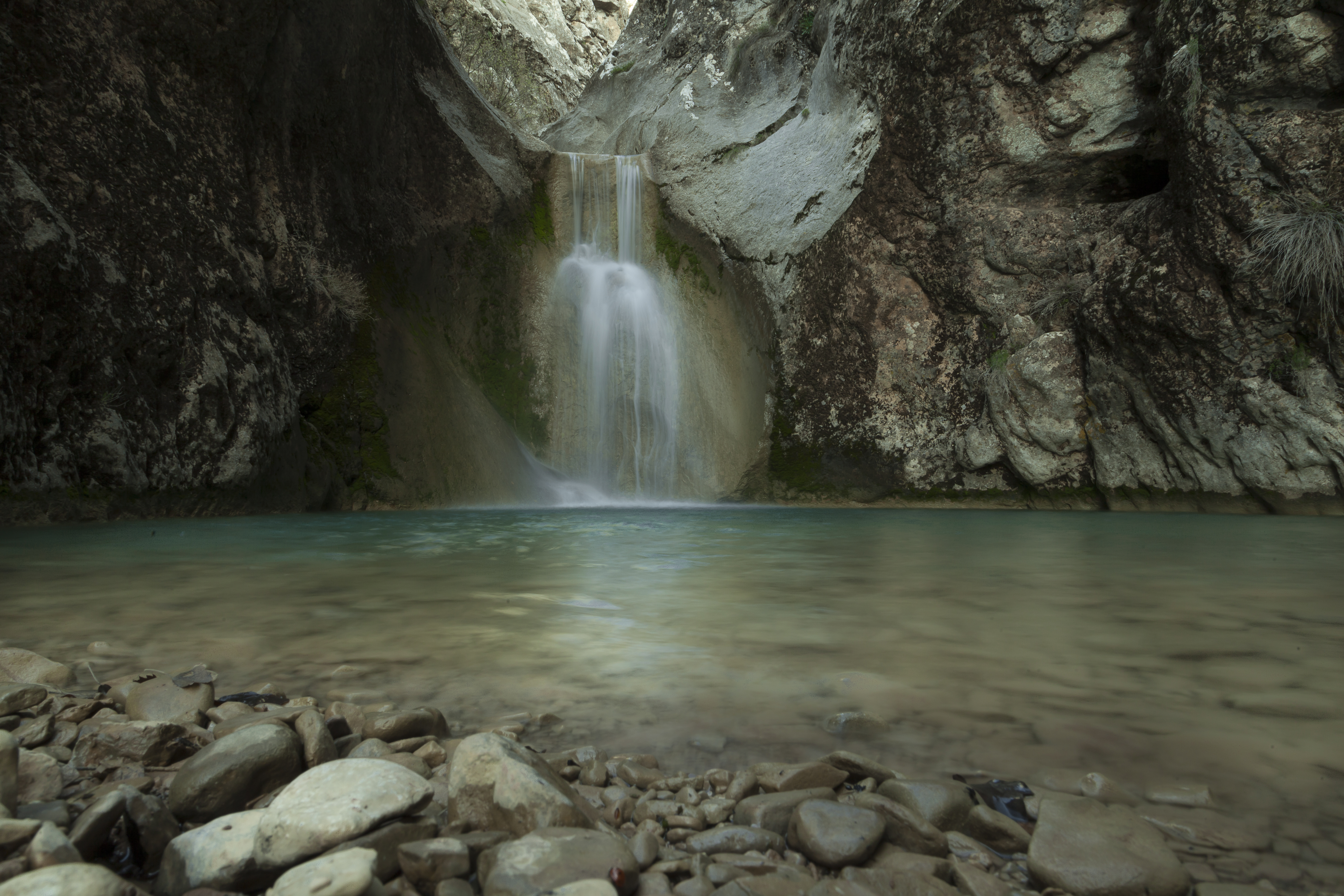
آبشارهای سرداو در پندرو

کردستان عراق منطقه‌ای کوهستانی است. کوه‌های منطقه کردستان عراق دارای ارتفاع متوسط حدود ۲۴۰۰ متر است. ارتفاع کوه‌های این اقلیم در نقاطی به ۳۰۰۰ تا ۳۳۰۰ متر هم می‌رسد. تنها بخش‌های جنگلی اقلیم کردستان عراق در همین ارتفاعات بلند قرار گرفته‌اند.
بلندترین قله در اقلیم ۳۶۱۱ متر بلندا دارد. نام این کوه که در مرز با ایران قرار دارد را چیغی‌در (به کردی: کێغی ده‌ر) و گاه هَلگورد ذکر کرده‌اند. در برخی منابع معنی نام چیغی‌در «کوه بیرونی» و در دیگر منابع معنی آن «چادر سیاه» ذکر شده است.
رودهای بسیاری از کوه‌های کردستان عراق سرچشمه گرفته و در این منطقه جریان دارند. رودهای زاب بزرگ و زاب کوچک از شرق به غرب در منطقه جریان دارند. رود دجله نیز که از ترکیه سرچشمه می‌گیرد با گذر از کردستان عراق وارد مناطق جنوبی‌تر عراق می‌شود.
بزرگ‌ترین دریاچه کردستان عراق دریاچه دوکان نام دارد. دریاچه‌های کوچک‌تری چون دریاچه دهوک نیز در این منطقه وجود دارند.
بخش‌های غربی و جنوبی کردستان عراق چندان کوهستانی نیست و زمین‌های آن بیشتر به صورت تپه‌ماهور و دشت است. این منطقه با این وجود نسبت به دیگر مناطق مسطح عراق سرسبزتر است.

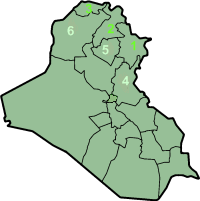
نقشه سیاسی کردستان عراق

اربیل، پایتخت و بزرگ‌ترین شهر اقلیم کردستان

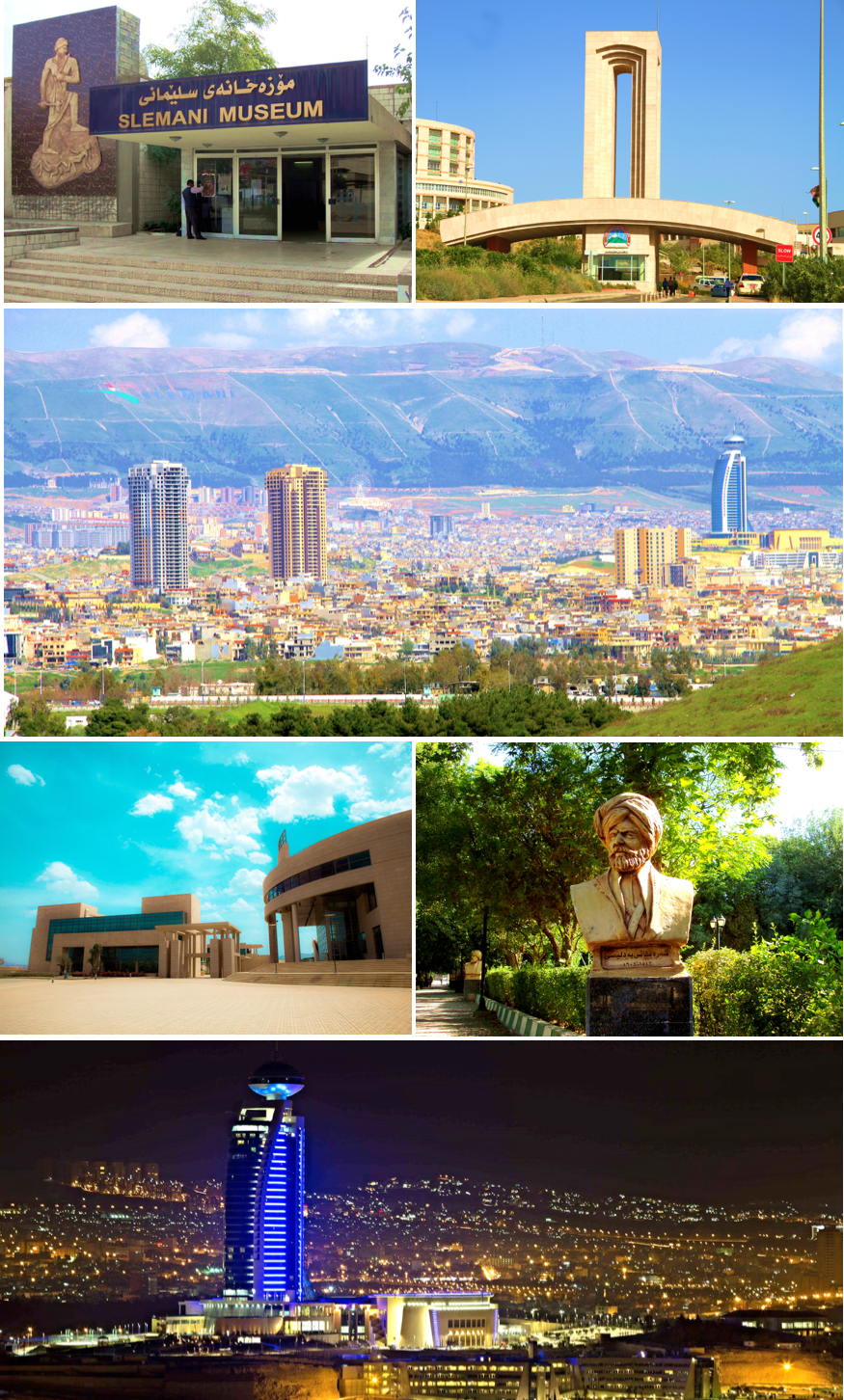
سلیمانیه، دومین شهر بزرگ اقلیم کردستان

کردستان عراق میان نه استان واقع شده است؛ که از این میان حکومت اقلیم کردستان بر چهار استان اربیل، سلیمانیه، دهوک و به تازگی استان حلبچه از استان سلیمانیه جدا و مستقل شده است و نیز قسمت‌هایی از استان‌های نینوا و دیاله چیرگی دارد. همچنین حکومت کردستان درخواست پیوستن استان کرکوک و بخش‌های بزرگ‌تری از استان‌های نینوا، دیاله و صلاح‌الدین و واسط را کرده است.
ماه‌های تابستان یعنی از ژوئن تا سپتامبر بسیار گرم و خشک هستند. در ماه‌های ژوئیه و اوت، یعنی داغ‌ترین ماه‌ها، میانگین دما ۳۹ تا ۴۳ درجه است و در بسیاری روزها به ۵۰ درجه سانتی‌گراد هم نزدیک می‌شود. پاییزها خشک و ملایم است. میانگین دما در ماه اکتبر ۲۴–۲۹ درجه است و در نوامبر کمی خنک می‌شود. زمستان‌ها ملایم هستند، به جز در کوه‌های بلند. میانگین دماهای بالای زمستانی ۷ تا ۱۳ درجه سانتی‌گراد و میانگین دماهای پایین زمستانی ۲–۷ درجه سانتی‌گراد است.

## تاریخ
نام کردستان از ترکیب دو واژه کُرد و پسوند فارسی (ـستان/استان) گرفته شده که به معنی سرزمین کردها است. بنابر قانون اساسی عراق نام این منطقه اقلیم کردستان (به کردی: هه‌رێمی کوردستان/Herêma Kurdistanê) است.
با ورود آریایی‌ها به فلات ایران مناطق کردنشین امروزی ایران نیز از همان دوره‌های آغازین سکنه‌ای ایرانی‌تبار داشت و در حوزه فرهنگ ایرانی قرار گرفت. در آن دوره اما بخشی از منطقه امروزی کردستان عراق آشوری‌نشین بود و بخشی از امپراتوری آشور را تشکیل می‌داد در این دوره اقوامی ایرانی زبان از سکاها که مزدور آشوری‌ها بودند منطقه مانا در سرزمین ماد محل تاخت و تاز خود قرار دادند، در دوره‌های بعدی دسته‌های از اقوام سکایی در منطقه مانا در مکریان امروزی و کوهستان‌های اربیل ساکن شدند که آثار فراوانی از اقوام سکایی در تپه زیویه سقز، ودر کوهستان‌های قندیل کشف گردیده است.
آشور بانیپال در سال ۶۳۳ پ. م درگذشت. شاه ایرانی ماد در حمایت از بابل به آشور اعلان جنگ داد و دسته‌های اقوام سکایی که از لحاظ زبانی به مادها نزدیک بودند مادها را یاری دادند، هووخشتره در سال ۶۱۴ پ م از کوه‌های زاگرس گذشت و ضمن تسخیر آبادی‌های آشوری سر راه، شهر آشور پایتخت دولت آشور را در محاصره گرفت. پس از سقوط شهر آشور، نبوپلسر پادشاه بابل به دیدار هووخشتره آمد و در آنجا پیمان دوستی مادها و بابل تجدید شد. در سال ۶۱۳ پ م شاه آشور در نینوا بود و این شهر نیز در سال ۶۱۲ پ م تسخیر شد. نبوپلسر رهبر بابلی‌ها به همکاری با ماد روی آورد. از جمله اتفاقات تاریخی در اربیل که گاهنامه بابلی ثبت شده حرکت سپاه کوروش هخامنشی از این شهر برای فتح کشورلیدی است و جنگ بزرگ گوگمل است که هخامنشیان و سپاه اسکندر مقدونی در نزدیکی این شهر به نبرد پرداختند، در دوره اشکانیان اربیل مرکز پارتیان ایرانی بود. با برآمدن شاهنشاهی ایرانی اشکانیان، شاهک آدیابن که مرکز آن شهر اربیل بود ضمن پذیرش برتری اشکانیان به گونه‌ای خودمختاری نیز دست‌یافت و پس از آن پادشاهانی از این سلسله بر این سرزمین فرمان‌راندند. ایزاتس پسر مونوباز یکم با پادشاهی کوچک که نژاد سکایی داشت با همسایه‌اش-پادشاهی میشان- هم‌پیمان‌شد. ایزاتس همچنین به آیین یهود گروید.[۱]واپسین پادشاه مستقل آدیابن مهرسپ بود. در ۱۱۵ میلادی تراژان به آدیابن تاخت و این سرزمین را به خاک امپراتوری روم ضمیمه‌ساخت. در ۲۱۶ میلادی هم کاراکالا بدین سامان تاخت و در جستجوی پیکر شاهان اشکانی گورستان‌های آدیابن را ویران‌ساخت.
در زمان ساسانیان (اربیل) منطقه امروزی عراق را ناحیه آسورستان یا دل ایرانشهر می‌نامیدند و در ۲۲۴ میلادی، وارد تقسیمات کشوری شد. در حالی ساتراب شهرزور در سلیمانیه امروزی و گرمیان در کرکوک امروزی حامی ساسانیان و شخص اردشیر بودند و سرانجام آدیابن به صورت یکی از استان‌های ساسانی درآمد و به افتخار منطقه امروزی کردستان عراق در استان شادپیروز قرار داشت. شمال غربی کردستان عراق استان بالا نام داشت. شهرهای بزرگ آن دوره در این منطقه، اربیل، گرمیان (کرکوک امروزی) و آشب (عمادیه امروزی) بودند.
همهٔ منطقهٔ امروزی کردنشین تا سال ۱۵۱۴ میلادی یکی از استان‌های ایران بود که خاندان کرد بابان قرن‌ها بر آن حکومت کردند. در جنگ چالدران که بین نیروهای شاه اسماعیل اول صفوی و سلطان سلیم اول عثمانی در سال ۱۵۱۴ میلادی انجام گرفت بر اثر شکست ایران، نیمی از این ایران غربی (از جمله عراق و کردستان غربی که امروزه خاک ترکیه و سوریه و عراق اند) از ایران جدا و نصیب امپراتوری عثمانی شد.
امپراتوری عثمانی سال‌ها چون ابرنیرویی بر گوشه‌ای از جهان دربرگیرندهٔ سرزمین‌های عربی، آسیای صغیر و بالکان، فرمان راندند تا اینکه با پایان جنگ جهانی اول و نابودی امپراتوری عثمانی متصرفات آن: (کردستان عثمانی)، سرزمین‌های عربی، آسیای صغیر و بالکان کم‌کم مستقل شدند.
کردستان عثمانی، در نقشهٔ جغرافیای امروزی در سه کشور ترکیه، عراق، و سوریه قرار می‌گیرد. سه کشور ترکیه، عراق، و سوریه پس از جنگ جهانی اول و فروپاشی عثمانی با توافق انگلستان، در سال ۱۹۲۳ تأسیس شدند.
اقلیم کردستان در سال ۱۹۷۰ و در پی پیمانی میان حکومت وقت عراق و رهبران کرد عراق تشکیل شد.

سال ۲۰۰۳ و تقسیم مناطق کردنشین عراق بین طالبانی‌ها و بارزانی‌ها
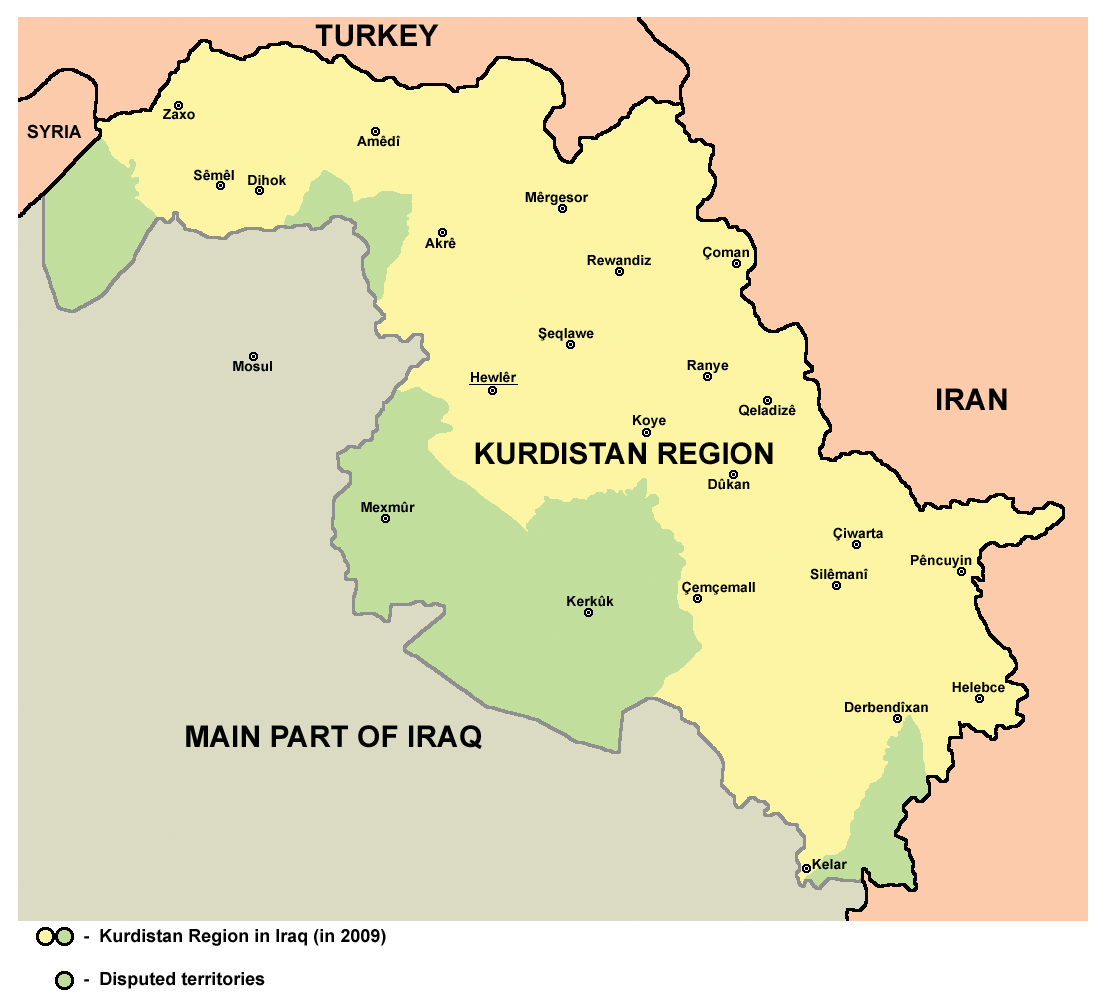
۲۰۰۹. کنترل کردستان عراق بر مناطق نفت‌خیز مورد مناقشه با بغداد
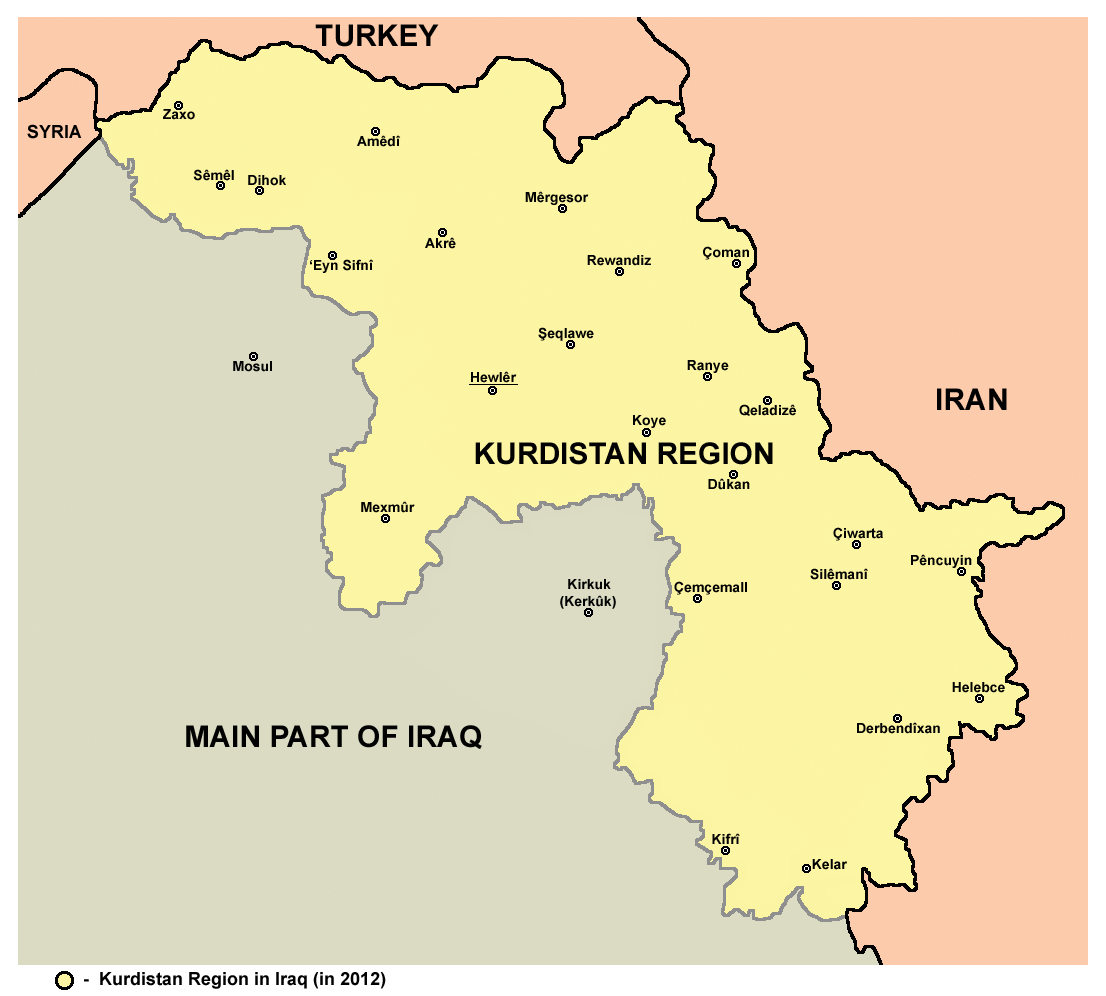
از دست رفتن کنترل کردستان عراق بر مناطق مورد مناقشه با بغداد

مبارزه برای تشکیل یک دولت مستقل کردی در شمال عراق از دوران حکومت بریتانیا در عراق آغاز، و در سال ۱۹۶۱ توسط حزب دموکرات کردستان مصطفی بارزانی از سر گرفته شد. این روند به جنگ کردها با دولت انجامید و در سال ۱۹۷۰ با یک توافقنامه صلح که به کردها خودمختاری اعطا کرد، به پایان رسید.
اما این توافق ناکام ماند و یک درگیری جدید در سال ۱۹۷۴ آغاز شد که به شکست سریع کردها انجامید. سال بعد، با ایجاد اتحادیه میهنی کردستان، در صفوف حزب دموکراتیک کردستان شکاف پدید آمد. در سال‌های ۱۹۸۷–۱۹۸۸، زمانی که جنگ ایران و عراق به پایان خود نزدیک می‌شد، رژیم صدام حسین عملیات خشونت‌باری علیه کردها آغاز کرد. طی عملیات انفال نزدیک به ۱۸۲ هزار نفر کشته و بیش از ۴۰۰۰ روستا ویران شد.
سیاست «عربی‌سازی» صدام حسین هزاران نفر را در کردستان عراق مجبور به ترک خانه‌های خود و جایگزینی آن‌ها با اعراب کرد. بغداد علیه شهر حلبچه از سلاح‌های شیمیایی استفاده کرد و ۵۰۰۰ تن را کشت.
کردستان عراق بعد از جنگ خلیج فارس در سال ۱۹۹۱ عملاً خودگردان شد. قدرت‌های غربی به منظور حفاظت از کردها در برابر حملات نیروهای صدام که باعث آواره شدن صدها هزار نفر به کشورهای همسایه از جمله ایران، شد، مداخله کردند. کردها در سال ۱۹۹۲ اولین پارلمان خود را انتخاب و یک دولت محلی تأسیس کردند.

## مردم و فرهنگ
عراق کشوری است با قومیت‌های گوناگون و ساکنان آن را عرب۷۵٪-۶۵٪، کردها ۳۰٪-۳۵٪، ترکمنان، آشوریان و غیره حدود ۵٪ تشکیل می‌دهند. کردها در کردستان عراق در نواحی شمال و شمال شرقی عراق زندگی می‌کنند و از لحاظ فرهنگی و زبانی و طرز پوشش با عرب‌ها متفاوتند. کردها ساکنان اصلی و اکثریت اقلیم کردستان را تشکیل می‌دهند، همچنین در این منطقه اقلیت‌هایی نظیر ترکمن‌ها و مسیحیان شامل (آشوری، کلدانی، سریانی) حضور دارند.
روز عاشورا در کردستان عراق تعطیل رسمی است.
اجزای فرهنگ کردستان عراق شباهت زیادی به فرهنگ ایرانی دارد ازجمله خویشاوندی زبانی و آداب و رسوم و جشن‌هایی مانند جشن ایرانی نوروز که جشن اصلی در منطقه کردستان عراق نیز به‌شمار می‌رود. البته در این منطقه اقوامی مانند ترکمن‌ها آشوری‌ها، ارمنی‌ها، عرب‌ها، و مندائی‌ها نیز ساکنند که ویژگی‌های جدای فرهنگی خود را نیز دارا می‌باشند.
جنبش زنان کرد در این منطقه فعالیتی مثبت و موفق‌تر از دیگر مناطق کردنشین داشته و با تمرکز بر مسایل خاص زنان همچون خشونت علیه زنان، خودسوزی، همسرآزاری (خشونت خانگی) و قتل ناموسی شکل گرفته است و تحولات خوبی را در این منطقه پدیدآورده است. از فعالان این جنبش می‌توان به هوزان محمود اشاره کرد.
فوتبال محبوب‌ترین ورزش در این منطقه است و به‌ویژه تیم‌های فوتبال اسپانیا ازجمله رئال مادرید و بارسلونا در کردستان عراق طرفداران زیادی دارند.

### زبان‌ها
زبان‌های رسمی در این منطقه زبان کردی سورانی، کردی بادینی کرمانجی (شمال) و زبان عربی است. با آن حال اکثر اهالی اقلیم کردستان توانایی تکلم به زبان عربی را نیز دارند. سایر زبان‌های رایج در اقلیم کردستان عراق آشوری، ترکمنان، ارمنی، مندایی، فارسی و عبری می‌باشد.
بادینانی که لهجه‌ای از کردی کرمانجی است در مناطق شمالی‌تر کردستان عراق ازجمله در دهوک رواج دارد و کردی سورانی در مناطق جنوب شرق ازجمله اربیل و سلیمانیه رایج است. گویش سورانی جز دسته زبان کردی میانی دسته‌بندی می‌شود، این گویش از یک طرف به پهلوی اشکانی نزدیک است (گویش اربیلی) و از طرف دیگر با پارسیگ ساسانی نزدیکی دارد (گویش بابانی) و برخلاف گویش‌های دیگر کرمانجی و هورامی و سورانی خاصیت ارگاتیو خود را از دست داده است و گویشی نو به نظر می‌رسد
زبان نوشتاری کردی در عراق به مرور دو شکل نیمه استاندارد پیدا کرد که تا امروزه ادامه دارد. یکی گونهٔ گویش کردی سورانی (بر پایهٔ لهجه‌های سورانی سلیمانیه و اربیل) و دیگری گونهٔ گویش بادینانی کرمانجی (بر پایهٔ لهجهٔ دهوک). این تفاوت‌ها همچنان پابرجاست و مانع ایجاد یک شکل زبانی یک‌دست و استاندارد برای کردهای عراق شده است. بخش بزرگی از استانداردسازی‌های اولیه در نوشته‌های کردی سورانی در خلال سال‌های ۱۹۵۰ تا ۱۹۷۵ انجام شد.
یک همایش سیاسی در عراق در سال ۱۹۵۹ تصمیم گرفت تا سورانی را «زبان استاندارد ادبی برای همهٔ کردها» اعلام کند، ولی گویشوران بادینی (کرمانجی) شمال عراق و کردهای ترکیه چنین تصمیمی را نپذیرفتند.
زبان ادبی کردستان عراق نیز تا سال ۱۹۲۰ فارسی و زبان اداری حکومتی آن ترکی عثمانی بود. زبان نوشتاری کردی سورانی که با خط آرامی و با علاماتی اضافه‌شده نوشته می‌شود در سال‌های ۱۹۱۹ و ۱۹۲۰ با بخشنامه‌ای توسط حکومت بریتانیا که بر منطقه مستقر شده‌بود و با قصد ایجاد چنددستگی در کشور عراق و منطقه ایجاد شد.
زبان و ادبیات فارسی همواره نفوذ و تأثیر زیادی در کردستان عراق داشته است. (نوشتار اصلی: زبان فارسی و کردستان عراق).

## سیاست

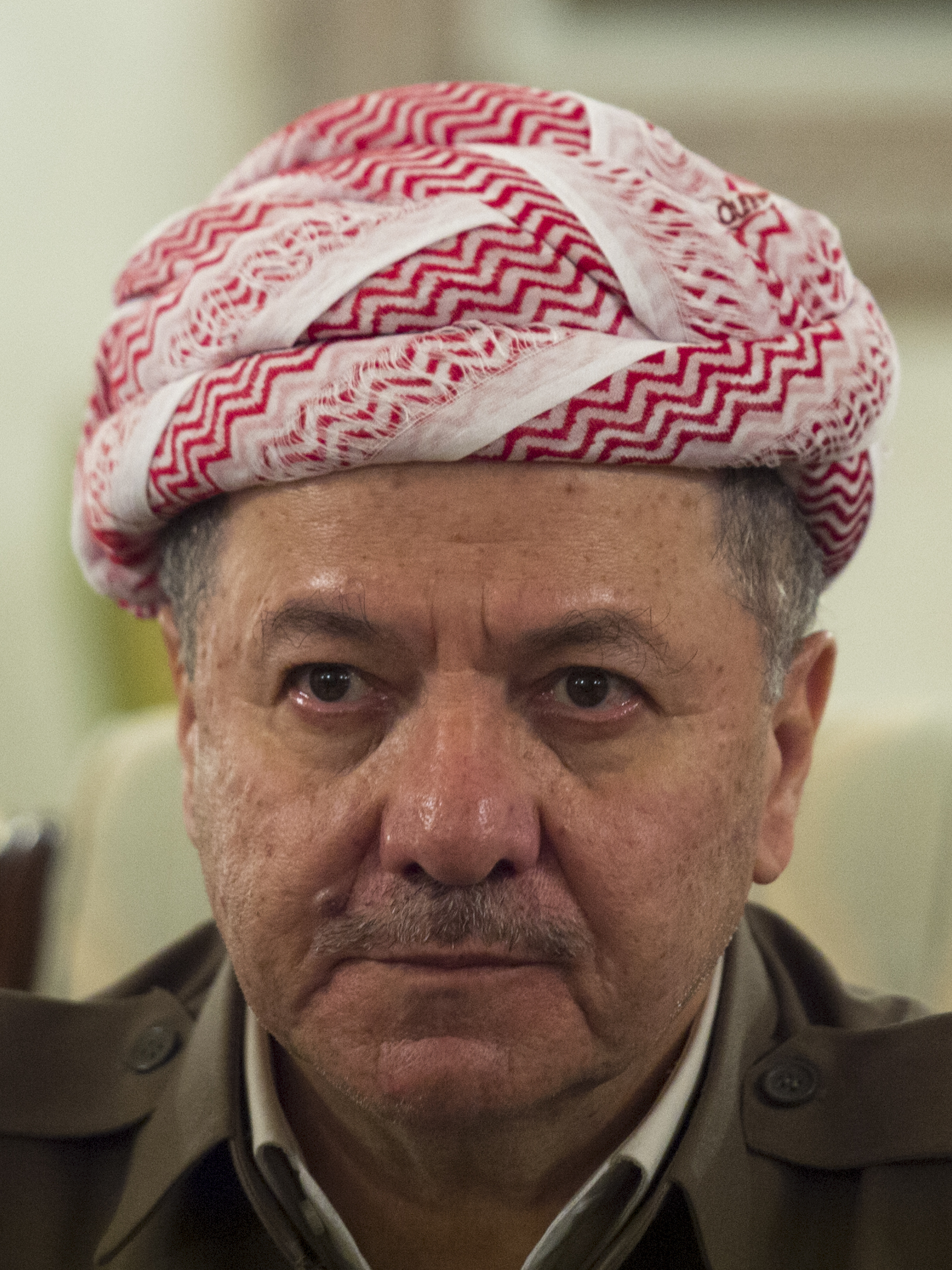
مسعود بارزانی، رئیس سابق اقلیم کردستان

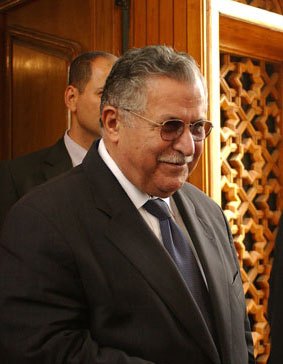
جلال طالبانی، رئیس‌جمهور اسبق عراق

کردستان عراق کم‌وبیش بین دو جریان سیاسی حزب اتحادیه میهنی کردستان و حزب دموکرات کردستان تقسیم شده است. طالبانی‌ها که مرکز آن‌ها شهر سلیمانیه است، دو استان سلیمانیه و حلبچه را در اختیار دارند. مرکز بارزانی‌ها شهر اربیل است و مناطق تحت اختیار آن‌ها استان‌های اربیل و دهوک است که از شمال استان سلیمانیه تا ترکیه پیش می‌رود. هردو نیرو سعی می‌کنند در مناطق یکدیگر نفوذ کنند و در تاریخ معاصر اغلب میانشان درگیری نظامی پیش آمده است. از دید تحلیل‌گران، درگیری دو جریان عمده شمال عراق بیش از آن که ناشی از ستیزه‌های ایدئولوژیک و سیاسی باشد ناشی از تفاوت‌های قومی و عشیره‌ای دو جریان بارزانی و طالبانی است که از این رهگذر البته تفاوت‌های زبانی ساکنان مناطق تحت نفوذشان نیز مورد تأکید قرار می‌گیرد.
پس از جنگ کویت و عراق و وضع ممنوعیت پرواز عراق به بالای خط ۳۶ درجه در سال ۱۹۹۱ کردهای عراق عملاً توانستند حکومت خود را تأسیس نمایند و با حل اختلافات گروهی و قیام علیه رژیم حزب بعث عراق، حکومت منطقه را به عهده گرفتند. کردها این خیزش را «ڕاپه‌ڕین» می‌نامند.
پس از سرنگونی رژیم حزب بعث عراق، کردها حکومت سرزمین کردستان در عراق را تشکیل دادند. از سال ۲۰۰۵ به بعد، رئیس‌جمهور عراق (جلال طالبانی) و وزیر امور خارجه عراق (هوشیار زیباری) و فرمانده کل ارتش عراق (ژنرال زیباری) نیز از کردها بودند. مسعود بارزانی رهبر حزب دموکرات کردستان عراق و رئیس پیشین دولت اقلیم کردستان عراق است.
از تاریخ ۱ ژوئن ۲۰۱۹ نچیروان ادریس بارزانی، برای یک دورهٔ چهارساله رئیس اقلیم کردستان عراق شد. وی دارای مدرک لیسانس علوم سیاسی از دانشگاه تهران و دکترای همین رشته از دانشگاه کمبریج است و نشان شوالیه جوان را نیز از ملکه بریتانیا دریافت کرده است. نخست‌وزیر اقلیم کردستان از سال ۲۰۱۹، مسرور بارزانی است.
مجلس کردستان عراق، مسؤول تعیین رئیس اقلیم کردستان است. مجلس دارای ۱۱۱ کرسی است و برای دوره‌های ۵ ساله تشکیل می‌گردد. از احزاب سیاسی کردستان که عضو مجلس کردستان عراق هستند می‌توان از حزب دموکرات کردستان، اتحادیه میهنی کردستان، حزب سوسیالیست کردستان و حزب کمونیست کردستان نام برد.
همزمان با ناآرامی‌ها در کشورهای عربی که به بهار عربی شهرت یافت، کردستان عراق نیز شاهد اعتراضاتی علیه حکومت اقلیم کردستان عراق بود. در این ناآرامی‌ها شماری از شهروندان شهر سلیمانیه توسط نیروهای امنیتی کشته شدند.
پس از بروز جنگ داخلی در سوریه اقلیم کردستان عراق از این کشور همسایه پناهنده (اکثراً کرد) می‌پذیرد.
در ماه ژوئیه ۲۰۱۱ احزاب مخالف، مذاکرات با دولت را تحریم کردند و خواستار رفع توقیف کمک مالی دولت به احزاب مخالف و همچنین دستگیری مأمورانی شدند که به تظاهرکنندگان تیراندازی کرده بودند.
مقام‌های اقلیم کردستان می‌گویند که حکومت کردستان نوپا است و فرهنگ کاغذبازی و فساد مالی از رژیم گذشته به جای مانده است. اما مخالفان می‌گویند که آنان ۲۰ سال فرصت داشتند تا سیستم گذشته را عوض کنند.
بعد از سال ۲۰۱۴ که کنترل منطقه کرکوک به دست اقلیم کردستان افتاد، نفت تولیدی این منطقه توسط خط لوله کرکوک-جیهان و گذشتن از مناطق کردنشین عراق به بندر جیهان ترکیه و بازارهای جهانی صادر می‌شد. اما پس از برگزاری همه‌پرسی استقلال کردها در سال ۲۰۱۷، دولت مرکزی عراق با کمک گروه حشد الشعبی (بسیج مردمی)، مورد حمایت حکومت جمهوری اسلامی، منطقه کرکوک را از اقلیم کردستان بازپس گرفت و با ایران توافق کرد که بخشی از نفت این منطقه راهی ایران شود.
اتحادیه میهنی کردستان که نیروهای نظامی‌اش هنوز تا حد زیادی منطقه کرکوک را کنترل می‌کرد، با امضای یک توافق، تسلیم دولت فدرال حیدر العبادی نخست‌وزیر عراق شد. اتحادیه میهنی (طالبانی‌ها) در صحنه سیاسی کردستان عراق توسط حزب دموکرات کردستان (بارزانی‌ها) به حاشیه رانده شده و از نظر مالی هم مورد تبعیض واقع می‌شوند. این امر باعث بی‌انگیزگی آن‌ها در جلوگیری از پیشروی نیروهای عراقی به منطقه کرکوک شد. بارزانی‌ها اتحادیه میهنی را در از دست دادن کرکوک مقصر می‌دانند و اتحادیه میهنی این باخت و زیان را نتیجه سوءمدیریت سیاسی بارزانی قلمداد می‌کنند.
در آذرماه ۱۳۹۶ (۲۷ و ۲۸) معترضان خشمگین، به‌ویژه در استان سلیمانیه، دست به تظاهرات علیه مقام‌های اقلیم کردستان عراق زدند و در شهر سلیمانیه، به ساختمان حزب حاکم، حزب دموکرات کردستان عراق، در اقلیم حمله کردند و همچنین دفتر شهردار این شهر را سوزاندند. معترضان نسبت به پیامدهای همه‌پرسی ماه سپتامبر که از دست رفتن کنترل کردها بر مناطق مختلف شمال عراق را در پی داشت و همچنین به سوءمدیریت دولت منطقه‌ای در پرداخت حقوق معوقه کارمندان اعتراض داشتند.

## اقتصاد
اقتصاد بر اساس تولید ناخالص داخلی (GDP)
اقتصاد کردستان عراق مبتنی بر درآمدهای نفتی است، از محل درآمدهای نفتی، ساخت و ساز زیادی در شهرهای کردستان عراق صورت گرفته است. این منطقه، منابع زیرزمینی گاز و فلزات نیز دارد. سیاست‌های صلح‌جویانه و قدرت سازگاری این حکومت با نظام بین‌الملل، دستاوردهای مثبتی در زمینه‌های اقتصادی برای این منطقه داشته است.
اقلیم کردستان عراق چه در بخش گردشگری تفریحی و چه در بخش گردشگری پزشکی، سالیانه پذیرای ۳۶۰۰۰۰ هزار نفر در اقلیم می‌باشد که نیمی از این افراد را گردشگران بخش سلامت تشکیل می‌دهند.
در زمینه‌های مختلف از جمله نیروی کار، ایرانی‌ها به ویژه کردهای کردستان ایران بیشترین نیروی کار را تشکیل داده‌اند.
بر پایهٔ آمار سال ۲۰۱۳ (۱۳۹۱)، حجم مناسبات تجاری میان کردستان عراق و ترکیه بیش از ۸ میلیارد دلار در سال و مبادلات اقتصادی با ایران حدود ۵ میلیارد دلار بود. در آن سال نرخ بیکاری در کردستان عراق نیز در حدود ۴ درصد گزارش شده است.
اقلیم کردستان کم‌ترین میزان فقر در عراق را دارد. و اقتصاد قوی‌تر اقلیم کردستان حدود ۲۰٬۰۰۰ کارگر را از سال ۲۰۰۳ تا ۲۰۰۵ میلادی از سایر مناطق عراق جذب کرده است. تعداد میلیونرها در شهر سلیمانیه در سال ۲۰۰۳ از ۱۲ به ۲۰۰۰ نفر افزایش یافت که نشان‌دهندهٔ رشد اقتصادی است. طبق برخی تخمین‌ها، بدهی دولت اقلیم کردستان تا ژانویه ۲۰۱۶ به ۱۸ میلیارد دلار رسیده است.

## نیروهای مسلح

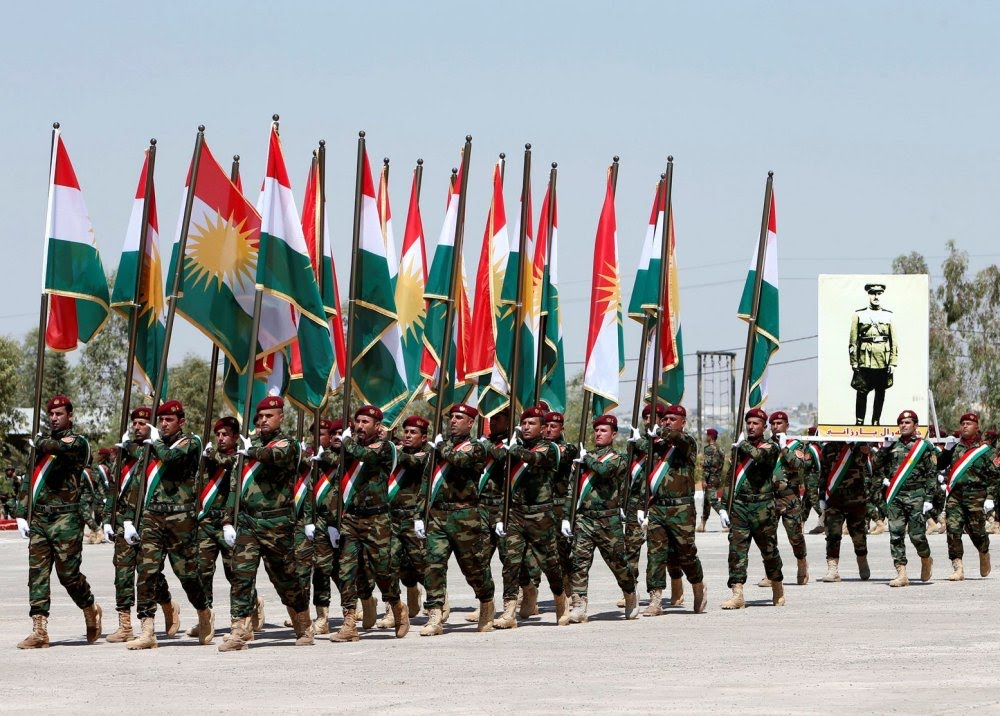
رژه نیرو‌های پیشمرگه

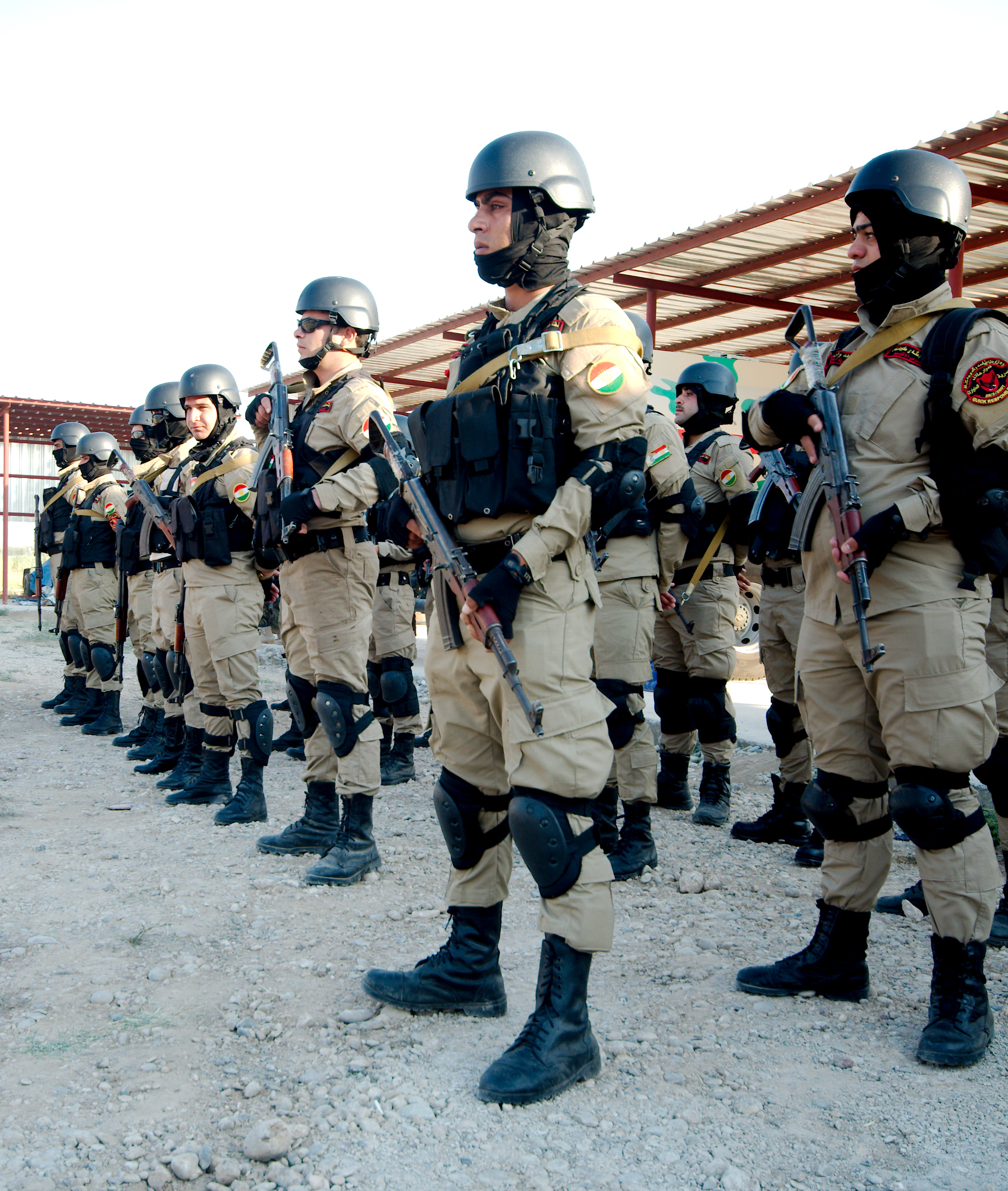
واحد ویژه پیشمرگه در نزدیکی مرز سوریه در ۲۳ ژوئن ۲۰۱۴

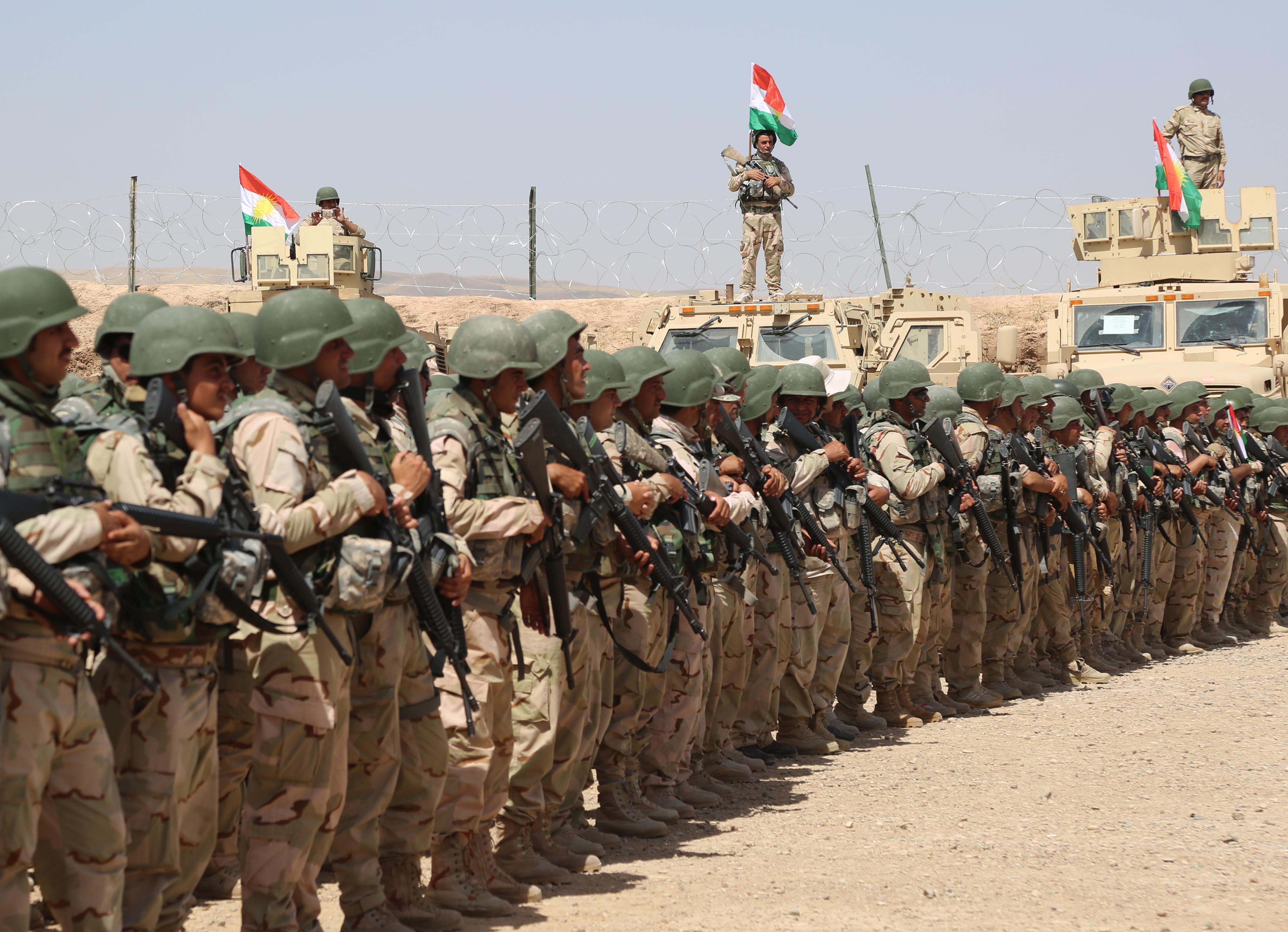
سربازان پیشمرگه در مراسم فارغ‌التحصیلی دوره مدرن تیپ، به‌خط شده‌اند.

بیشتر نیروهای مسلح حکومت اقلیم کردستان را پیشمرگه‌ها تشکیل می‌دهند که امروزه بخشی از نیروهای مسلح عراق هستند. پیشمرگه‌ها مبارزانی کرد هستند که از زمان جمهوری مهاباد تاکنون نیروهای مسلح کرد به این نام نامیده شده‌اند. نیروهای پیشمرگه کردستان عراق در فرایند سرنگونی رژیم بعث از جانب نیروهای هم‌پیمانان در سال ۲۰۰۳ در قسمت شمالی عراق نقش عمده‌ای داشتند.
همچنین نیروهای پیشمرگه در جنگ با داعش یکی از هم‌پیمانان غرب بودند و در بسیاری از عملیات‌ها از جمله نبرد موصل (۲۰۱۶–۲۰۱۷) نیز شرکت داشتند.

## ورزش

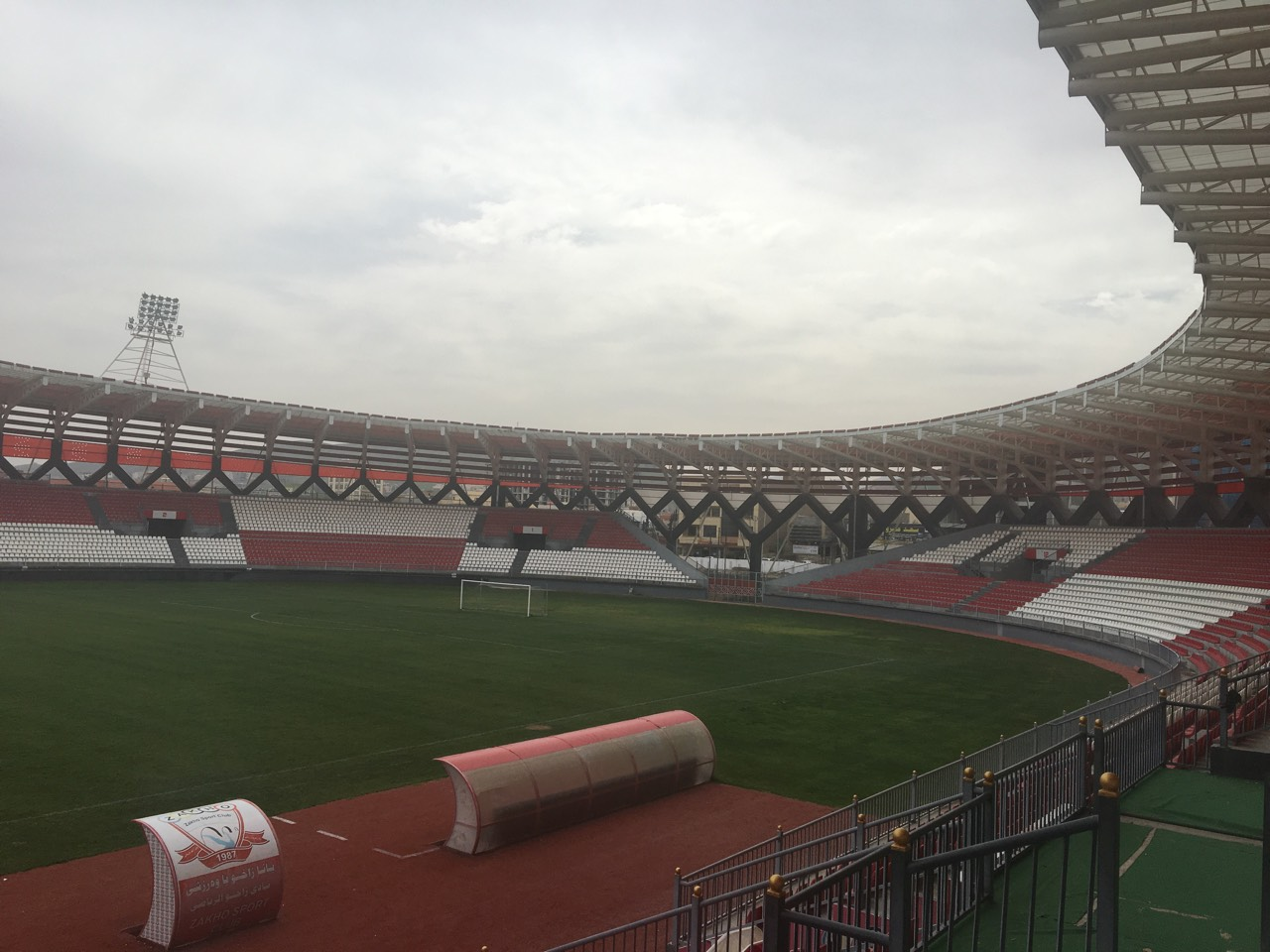
ورزشگاه بین‌المللی زاخو

در اقلیم کردستان، فوتبال از محبوبیت بالای برخوردار است و باشگاه ورزشی اربیل یکی از تیم‌های لیگ برتر فوتبال عراق بوده و چندین بار قهرمان لیگ برتر فوتبال عراق شده است. تیم فوتبال دهوک و تیم فوتبال سلیمانیه هم تیم‌های محبوب در اقلیم کردستان هستند. تیم ملی فوتبال کردستان عراق نماینده فوتبال است. اما این تیم تا به حال از طرف فیفا و کنفدراسیون فوتبال آسیا (AFC) تأیید و به رسمیت شناخته نشده است و در بازی‌های رسمی نمی‌تواند شرکت کند.

## آموزش عالی
پیش از برپایی حکومت منطقه‌ای کردستان عراق، آموزش عالی در این منطقه تنها به زبان عربی انجام می‌شد. پس از برپایی این حکومت، زبان کردی نیز از زبان‌های آموزش در دانشگاه‌های این منطقه شد. دانشگاه صلاح‌الدین اربیل و دانشگاه سلیمانیه در حال حاضر یکی از مهم‌ترین مراکز علمی عراق و اقلیم کردستان می‌باشند. دانشگاه‌های این منطقه عبارت‌اند از:
| نهاد                              | نشانی اینترنتی              | تاریخ تأسیس | تعداد دانشجو      |
| --------------------------------- | --------------------------- | ----------- | ----------------- |
| دانشگاه سلیمانیه (UOS)            | https://univsul.edu.iq/     | ۱۹۶۸        | ۲۵٬۹۰۰ (سال ۲۰۱۳) |
| دانشگاه صلاح‌الدین (SU)            | http://www.suh-edu.com      | ۱۹۷۰        | ۲۰٬۰۰۰ (۲۰۱۳)     |
| دانشگاه دهوک (UOD)                | www.uod.ac                  | ۱۹۹۲        | ۱٬۶۸۹ (۲۰۰۷)      |
| دانشگاه نولج (KNU)                | https://knu.edu.iq/         | ۲۰۰۹        | ۴۰۰۰              |
| دانشگاه کویه (KU)                 | www.koyauniversity.org      | ۲۰۰۳        | (؟) (۲۰۰۶)        |
| دانشگاه کردستان اربیل (UKH)       | www.ukh.ac                  | ۲۰۰۶        | ۴۰۰ (۲۰۰۶)        |
| دانشگاه آمریکایی سلیمانیه (AUIS)  | www.auis.edu.iq             | ۲۰۰۷        | ۵۰ (۲۰۰۷)         |
| دانشگاه پزشکی اربیل (HMU)         | https://hmu.edu.krd/        | ۲۰۰۶        | (؟) (۲۰۰۶)        |
| دانشگاه بازرگانی و مدیریت (BMU)   | www.bmu-me.net              | ۲۰۰۷        | (؟) (۲۰۰۷)        |
| دانشگاه سابیس (SABIS)             | www.sabisuniversity.edu.iq  | ۲۰۰۹        | (؟) (۲۰۰۹)        |
| دانشگاه جهان                      | www.cihanuniversity.org     | ؟           | (؟)               |
| دانشگاه علم و فناوری کومار (KUST) | www.komar.edu.iq            | ۲۰۱۲        | (؟)               |
| دانشگاه کویه                      | https://koyauniversity.org/ | ۲۰۰۳        | (؟)               |
| دانشگاه ایشیک (IU)                | www.iu.edu.iq               | ۲۰۰۸        | ۱۷۰۰ (۲۰۱۲)       |
| دانشگاه سوران (SU)                | www.soranu.com              | ۲۰۰۹        | ۲٬۲۰۰ (۲۰۱۱)      |
| دانشگاه نوروز                     | https://web.nawroz.edu.krd/ | ؟           | (؟)               |
| دانشگاه حلبچه (UoH)               | https://uoh.edu.iq/         | ۲۰۱۱        | (؟)               |

## طبیعت و محیط زیست
منطقهٔ کردستان دارای جنگل‌های گسترده‌ای است اما تنها در دو دههٔ نخست سده بیست و یکم میلادی نزدیک به ۹۰۰۰۰۰ هکتار از جنگل‌های اقلیم کردستان بر اثر عوامل مختلف از بین رفته است. استفاده از چوب جنگلی به عنوان سوخت، توسعهٔ نامتوازن و چرای بی‌رویهٔ دام از جمله دلایل نابودی جنگل‌های کردستان عراق ذکر شده است، اما بخش قابل توجهی از این منابع طبیعی نیز به دلیل جنگ و حملات ارتش ترکیه به کردستان عراق نابود شده است. به گزارش مؤسسه پاکس هلند تنها از ماه مه تا سپتامبر ۲۰۲۰ نزدیک به ۲۰۰۰۰ هکتار از پوشش‌های گیاهی و جنگلی اقلیم کردستان بر اثر حملات هوایی و توپخانه‌ای حکومت ترکیه که به بهانهٔ مقابله با حزب کارگران کردستان انجام می‌شود نابود شده است. در سال‌های اخیر برخی از افراد داوطلب و نهادهای غیردولتی کمپین‌هایی را به منظور احیای جنگل‌های جنوب کردستان به راه انداخته‌اند. از جملهٔ این تلاش‌ها پروژهٔ کاشت نزدیک به یک میلیون درخت بلوط است که در مدت‌زمان ۵ سال انجام می‌شود. در این پروژه که با حمایت یکی از دانشگاه‌های خصوصی اقلیم کردستان انجام می‌شود، خانه‌های پلاستیکی برای کاشت نهال بلوط تأمین می‌شود، و افراد محلی، چوپانان و نیز گردشگران از طریق جمع‌آوری دانه‌های بلوط و انتقال آن به خانه‌های پلاستیکی در انجام آن مشارکت می‌کنند.

### حیات وحش
جانوران در اقلیم کردستان، دارای تنوع بالایی هستند. تعدادی از آن‌ها شامل خرس قهوه‌ای سوری، گراز، گرگ، شغال زرد، گوزن زرد ایرانی، کفتار راه‌راه، لاک‌پشت فراتی، گنجشک صخره‌ای کمرنگ، تیهو و شبگرد معمولی هستند.
برودار، دار مازو، سرو ناز، کاج ایتالیایی، بید سفید، از گونه‌های گیاهی کردستان عراق هستند. در بخش‌های جنوبی اقلیم کردستان، پوشش گیاهی عمدتاً استپی است. وضعیت اقلیمی این مناطق، خشک و بیابانی است و گونه‌هایی از قبیل خرما، درخت گز، زبان گنجشگ، برنجاسف هرباآلبا، انواع نخل و تاج‌خروسیان در این مناطق، پراکندگی بیشتری دارند.